# Hans Ludwig Engel
Hans Ludwig Engel (1630 – 22 aprile 1674) è stato un avvocato austriaco cattolico, maggiormente conosciuto come l'autore di Collegium Universi Juris Canonici.

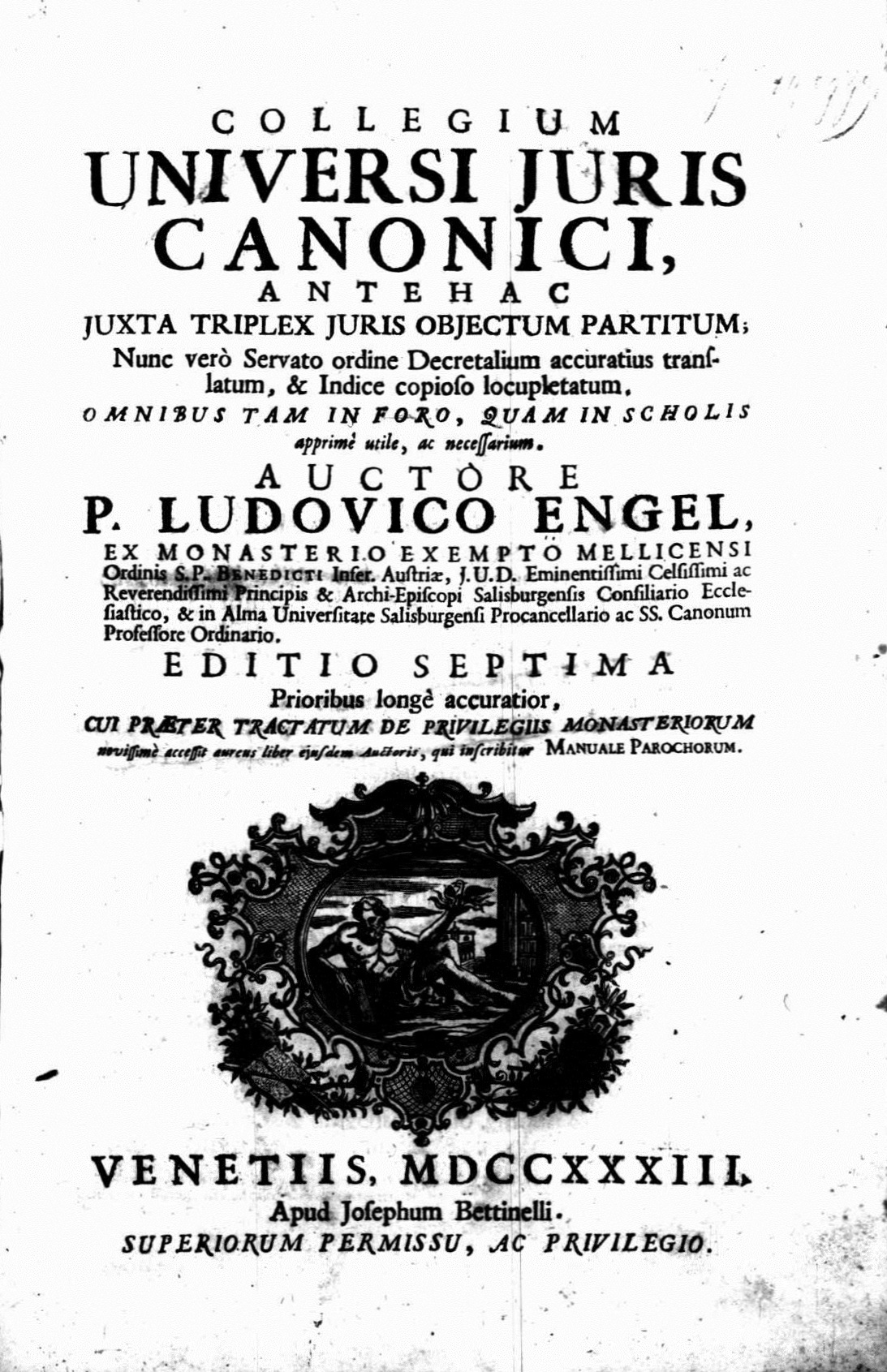
Collegium universi iuris canonici, 1733

Studiò al monastero benedettino austriaco di Melk, e studiò anche legge all'Università di Salisburgo, della quale divenne vice rettore nel 1669.